# 네가타촌
네가타촌(根形村)은 지바현 기미쓰군에 일찍이 존재했던 촌이다. 현재의 소데가우라시 북부에 해당한다.

## 역사
- 1889년 4월 1일 - 정촌제 시행에 의해 모다군 네가타촌이 성립하였다.
- 1897년 4월 1일 - 모다군이 군 통합에 의해 기미쓰군이 되었다.
- 1955년 3월 31일 - 아래와 같이 재편성에 의해 네가타촌이 폐지되었다.
  - 북부 (이토미, 시모신다, 산사쿠, 노다, 오소네, 마쓰)는 쇼와정, 나가우라촌과 합병해 소네가우라정이 성립하였다.
  - 남부 (이와이, 야나카, 산쿠로)는 히라카와정에 편입되었다.